# Emil Rochowanski
Emil Rochowanski (* 14. Mai 1845 in Jauernig; † 6. Februar 1908 in Troppau) war ein österreichischer Jurist und Politiker.

## Leben
Emil Rochowanski war Sohn eines Notars. Er stududierte von 1863 bis 1867 an den Universitäten Prag, Wien und Graz, wo er 1871 zum Dr. jur. promoviert wurde. 
Bereits seit 1867 war er im Gerichtsdienst in Troppau, Römerstadt und Friedek-Mistek. 1873 wechselte er als Advokaturskonzipient in die Wiener Neustadt. 1875 eröffnete er in Troppau eine eigene Rechtsanwalts-Kanzlei. Er war 1882 für die Städte Jägerndorf und Olbersdorf Abgeordneter im Schlesischen Landtag. Als Beisitzer vertrat er von 1884 bis 1901 den Landesausschuss im Landesschulrat. Rochowanski war Direktor der Troppauer Sparkasse. Während seiner Amtszeit als Bürgermeister in Troppau in den Jahren 1892 bis 1908 erhielt die Stadt einen Schlachthof (1900), ein Elektrizitätswerk und drei Bahnverbindungen.
Aus sein seiner Ehe mit Ida Rochowanski, sind drei Töchter und ein Sohn hervorgegangen.
- Edith Rochowanski
- Alfred Rochowanski, ⚭ Mizzi
- Hilda Rochowanski, ⚭ Dr. med. Hans von Jutrzenka, Augenarzt in Troppau
- Ida Rochowanski, ⚭ Dr. jur. Guido Walig, Jurist in Troppau

## Ehrungen
- Ehrenbürger von Troppau, Odrau, Oderfurt und Mährisch-Ostrau
- Besitzer des königlich preußischen Kronenordens III. Klasse